# Matelea crispiflora
Matelea crispiflora là một loài thực vật có hoa trong họ La bố ma. Loài này được (Urb.) Jimenez mô tả khoa học đầu tiên năm 1960.